# Diadeemplevier
De diadeemplevier (Phegornis mitchellii) is een vogel behorend tot de kieviten en plevieren. De vogel maakt deel uit van het genus Phegornis en is de enige soort behorend tot dit genus. Deze vogel is genoemd naar de Engelse zoöloog David William Mitchell (1814-1859).

## Verspreiding en leefgebied
De vogel komt voor in subtropische of tropische hooggelegen graslanden en moerassen in de landen Argentinië, Bolivia, Chili en Peru. 

## Status
De grootte van de populatie is in 2002 geschat op 1500-7000 volwassen vogels. Op de Rode lijst van de IUCN heeft deze soort de status gevoelig.